# 1024 هـ
1024 هـ هي سنة في التقويم الهجري امتدت مقابلةً في التقويم الميلادي بين سنتي 1615 و1616.

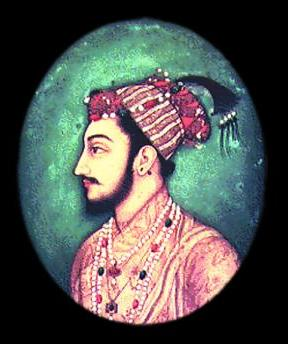
دارا شكوه

## أحداث
- عقدت الإمامة في عمان إلى السلطان ناصر بن مرشد فكانت بداية لحكم اليعاربة.

## مواليد
- المهمنداري

## وفيات
- زلالي الخوانساري
- مير عماد الحسني